# Lionel Logue
Lionel George Logue, CVO (Adelaide, 1880. február 26. – London,  1953. április 12.) ausztrál beszédterapeuta és amatőr színpadi színész, aki a dadogástól szenvedő VI. György brit király sikeres kezelésével vált híressé.
Logue az 1900-as évek elején Ausztráliában szerzett hírnevet szónoklással és ékesszólás oktatásával. Később beszédzavarokban szenvedő páciensek, köztük az első világháborúban megsérült veteránok kezelésével lett elismert szakember. Az 1920-as években családjával Londonba költözött, ahol a Harley Streeten rendelőt nyitott. Itt ismerte meg Albert herceget (a későbbi VI. Györgyöt), akinek segített úrrá lennie dadogásán. Ezáltal a herceg pár év múlva helyt tudott állni nyilvános beszéddel kapcsolatos, immár királyi feladatai ellátásában is. Albert herceg 1936-os királlyá választása után is segédkezett az új brit uralkodó, VI. György beszédeinél, főként a második világháború alatt. A két eltérő társadalmi rangú férfi jó barátságban maradt a király 1952-ben bekövetkezett haláláig.
Részben Logue életéről, illetve főként VI. Györggyel való kapcsolatáról szól a 2010-es A király beszéde című Oscar-díjas film, amelyben Logue-ot az ausztrál Geoffrey Rush alakítja.

## Fiatalkora
Lionel George Logue a Dél-Ausztráliában fekvő Adelaide városban látta meg a napvilágot, négy gyermek közül a legidősebbként. Nagyapja, Edward Logue Dublinból származott, 1850-ben érkezett az ausztrál városba és alapította meg a Logue sörfőzdét (amely Edward 1868-ban bekövetkezett halála után beolvadt a Dél-Ausztráliai Sörfőző Társaságba). Logue édesapja, George Edward Logue könyvelőként dolgozott a sörfőzdében, majd feleségével (Logue édesanyjával), Lavinia Rankinnal együtt az Elephant and Castle Hotelt irányította.
Logue a Prince Albert College-ben tanult 1889 és 1896 között. Amikor képtelen volt eldönteni, milyen irányban tanuljon tovább, véletlenül rátalált Henry Wadsworth Longfellow Hiawata éneke című művére. A költemény ritmusa elbűvölte, ezért úgy döntött, a hangok iránti érdeklődéséből és rajongásából hivatást épít. 16 évesen otthagyta az iskolát és ékesszólást kezdett el tanulni Edward Reevestől. Reeves 1878-ban költözött Adelaide-be, nappal ékesszólást tanított, esténként pedig népszerű telt házas szónoki előadásokat tartott. 1902-től Logue Reeves titkára és helyettese lett, ezzel párhuzamosan amatőr színjátszással is foglalkozott. Az Elder-konzervatóriumban zeneművészetet is tanult. Logue is elkezdett önálló előadásokat tartani, sikeresen. „Mr. Logue fiatal, de tiszta, erőteljes hanggal bír, és igen kellemes jelenség a színpadon” – írta egy helyi újságcikk.
Édesapja 1902. november 17-i halálát követően Logue önállóan kezdett ékesszólást tanítani Adelaide-ben. 1904-re szakmai hírnévre tett szert, és a helyi újságok is méltatták előadásait. Ennek ellenére úgy döntött, pénzkeresés céljából 2000 kilométerrel nyugatabbra költözik, a nyugat-ausztráliai Kalgoorlie aranybányáihoz, hogy ott egy elektromos cégnél vállaljon munkát.

## Hivatásos pályafutása

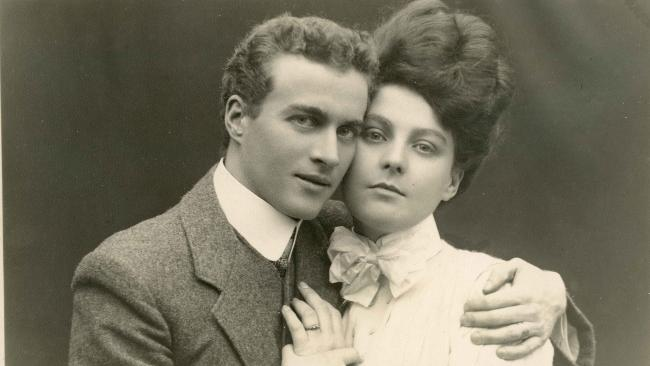
Logue és Myrtle 1906-ban, az eljegyzésükkor

Hivatásos pályafutása Perthben, Nyugat-Ausztrália fővárosában kezdődött, ahova a gazdasági fellendülés miatt költözött. Itt az ékesszólás oktatása, a színészkedés és a szónoklás mellett beszédszépészeti klubot is létrehozott.
1911-ben az immár házas Logue feleségével, Myrtle-lel világ körüli útra indult, elmélyíteni nyilvános beszéddel kapcsolatos szakmai tapasztalatait. Az első világháború alatt Logue – akit egészségügyi okokból elutasított a hadsereg – ausztrál háborús veteránokkal kezdett foglalkozni. Páciensei mind beszédzavarokkal küszködtek a háborúban elszenvedett traumák miatt. Az ingyenes kezelésekről maga úgy nyilatkozott, hogy azokat „a hangképzés türelmes oktatásának és a páciens önbizalom-erősítésének” kombinációjával végzi.
1924-ben feleségével és három fiukkal Angliába utazott nyaralni, végül azonban a tartós letelepedés mellett döntöttek. Beszédhibás iskolás gyerekek oktatásával, majd 1926-ban saját Harley Street-i rendelőjének megnyitásával keresett pénzt. Itt találkozott York hercegével, a későbbi VI. Györggyel.

### VI. György kezelése

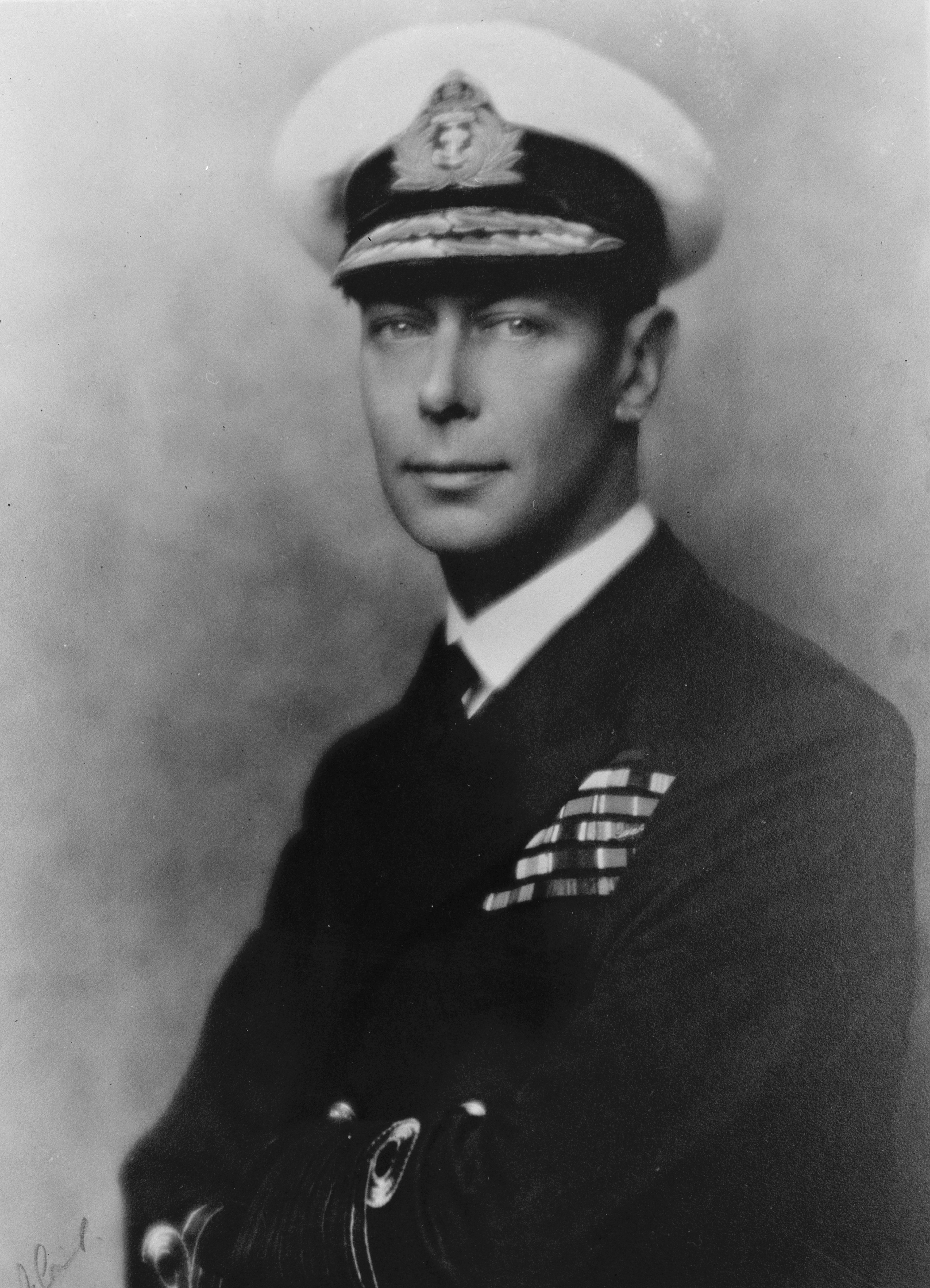
VI. György brit uralkodó, Logue leghíresebb páciense

Mielőtt trónra került, Albert herceg, York hercege rettegett a nyilvános beszédtől súlyos dadogása miatt. 1925. október 31-én a Wembley Stadionban, a Birodalmi Kiállítás alkalmából köszöntő beszédet kellett tartania, amely megalázónak bizonyult a beszédhibás herceg számára. A negatív élmény hatására úgy döntött, megoldást keres problémájára. 1926-ban látogatta meg először Logue-ot (érdekesség, hogy Logue korábban a közönség soraiban élőben hallgatta a Wembley-ben megtartott kínos beszédet). Arról, hogy a király hogyan talált rá éppen Logue-ra, többféle változat létezik: egyesek úgy tartják, Logue-ot egy ausztrál ismerőse ajánlotta be az udvari kamarásnál. Más vélemények szerint Evelyn „Boo” Laye, egy operetténekesnő, a hercegi pár barátja fordult Logue-hoz tanácsért. Az énekesnőt annyira lenyűgözte a logopédus szakmai tudása, hogy a hercegnek is megemlítette ezt.
Logue a hercegnek napi egyórányi gyakorlást, köztük légzőgyakorlatokat és nyelvtörőket írt elő. A herceg szorgalmasan gyakorolt, a kezelés hatására megnőtt az önbizalma, ezzel el tudta kerülni a görcsös izomrángásokat beszéd közben. Érdemes megemlíteni, hogy a későbbi A király beszéde filmmel ellentétben Logue a kezelések során sosem káromkodott a király előtt és főleg nem becézte őt Bertie-nek. A király esetében alkalmazott kezelési módszer részleteit nem hozta nyilvánosságra és logopédiai tapasztalatairól sem írt könyvet. Logue úgy vélte, a beszédhibák gyógyítása nagyban függ a páciens vérmérsékletétől és egyéniségétől, ezért nincsenek mindenki számára általánosan alkalmazható módszerek.
1927-re a későbbi uralkodó magabiztosan beszélt: ausztrál útja során Canberrában az új Parlament épületének megnyitása alkalmából hibátlan beszédet mondott.
Az 1930-as és az 1940-es években is együtt dolgoztak. Logue segédkezett a király fontosabb beszédeinél, mint például a megkoronázásánál vagy a második világháború során a Brit Birodalomban sugárzott rádióbeszédeinél. Bár társadalmi rangjuk eltért, a két férfi jó barátságban maradt, egészen a király 1952-ben bekövetkezett haláláig.
VI. György halála után Logue az alábbi levelet írta a király özvegyének:
Őfelsége 1926 óta megtisztelt azzal, hogy engedélyezte beszédének javítását, & soha ember nem dolgozott keményebben nála, & nem is ért el ekkora eredményt. Ezekben az években felséged jelentette számára az erő forrását, & gyakran mondta nekem, milyen sokkal tartozik önnek, ezt a kiváló eredményt sosem érte volna el a segítsége nélkül. Sosem felejtem el felséged kegyes segítségét azután, hogy szeretett feleségem elhunyt.
Az anyakirálynő két nappal később válaszolt:
Azt hiszem, mindenkinél jobban tudom, milyen nagy segítséget jelentett ön a királynak, nem csupán a beszédben, de az egész életében és életfelfogásában. Örökké hálás leszek Önnek azért, amit érte tett. Kiváló egyéniség volt, nem hiszem, hogy valaha is gondolt volna magára. Annyira reménykedtem benne, hogy lesz néhány viszonylag békés éve a szenvedések esztendei után, amelyeken olyan vitézül küzdötte át magát. De nem így történt. Remélem, ön is hamarosan felépül.

### Kitüntetései
VI. György megkoronázásakor Logue a Királyi Viktória Rend tagja lett, 1944-ben pedig parancsnokként iktatták be.

## Magánélete és halála
1907. március 20-án vett feleségül a perth-i Szent György-székesegyházban az irodistaként dolgozó Myrtle Gruenertet. Házasságuk alatt három fiuk született: Valentine (1913–2000), aki később elismert idegsebész lett, Laurie és Anthony.
1945 júniusában veszítette el feleségét. Az évtized során Logue egészsége is egyre inkább megromlott, 1953. április 12-én hunyt el Londonban, 73 éves korában. Április 17-én vettek tőle végső búcsút Bromptonban, a Szentháromság templomban, földi maradványait elhamvasztották. A királynő és az anyakirályné is képviselőket küldött a gyászszertartásra.

## Emlékezete a populáris kultúrában

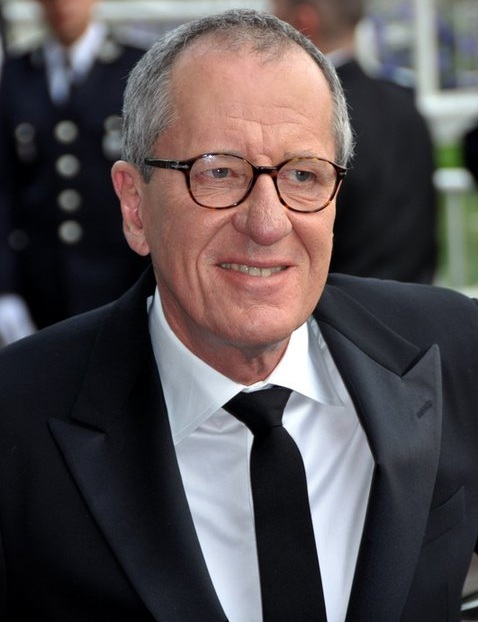
Geoffrey Rush alakítja Logue-t a 2010-es A király beszéde című filmben.

Mark Logue, a logopédus unokája, Peter Conradi brit újságíróval közösen könyvet írt nagyapja és VI. György kapcsolatáról. A könyv brit kiadása A király beszéde – Hogyan mentette meg egyetlen ember a brit monarchiát (The King's Speech: How One Man Saved the British Monarchy) címet kapta. A rövidebb cím szolgált a 2010-ben bemutatott brit életrajzi dráma címéül. A filmet David Seidler forgatókönyve alapján Thomas Hooper rendezte. A király beszéde (eredeti cím: The King's Speech) című film – amelyben Logue-ot Geoffrey Rush, VI. Györgyöt pedig Colin Firth alakítja – 2011-ben, a 83. Oscar-gálán négy Oscar-díjat és számos egyéb filmes kitüntetést elnyert. Rusht szintén Oscarra jelölték legjobb férfi mellékszereplő kategóriában és elnyerte a legjobb férfi mellékszereplőnek járó BAFTA-díjat is.
Logue alakja a 2002-es Bertie és Elizabeth (eredeti cím: Bertie and Elizabeth) című brit tévéfilmben is feltűnik. A film a későbbi VI. György életét a feleségével, Erzsébettel való kapcsolatán keresztül mutatja be. Ebben a filmben Logue-ot a walesi Michael Elwyn formálja meg.
A film alapján készült 2012-es West End-színdarabban Jonathan Hyde ausztrál színész személyesítette meg Logue-ot.
A 2015-ös Hercegnők éjszakája (eredeti cím: A Royal Night Out) című romantikus filmvígjátékban Derek Lawson alakítja az ausztrál logopédust.

## Fordítás
- Ez a szócikk részben vagy egészben  a   Lionel Logue című angol Wikipédia-szócikk fordításán alapul.  Az eredeti cikk szerkesztőit annak laptörténete sorolja fel. Ez a jelzés csupán a megfogalmazás eredetét és a szerzői jogokat jelzi, nem szolgál a cikkben szereplő információk forrásmegjelöléseként.